# Rubén del Rincón
Rubén del Rincón, que firma como Rubén, es un dibujante de cómic español (Olesa de Montserrat, 1978), que trabaja sobre todo para el mercado francés.

## Biografía
Tras estudiar en la Escola de Cómic Joso (1997-1999), inició su carrera profesional en la revista erótica "Kiss Comix".
A raíz de estos trabajos, el guionista francés Jean-David Morvan contactó con él para continuar la serie Syr Pyle, que había abandonado José Luis Munuera. Luego crearían Jolin le teigne y Les trois mousquetaires.

## Obra
| Años      | Título                  | Guionista         | Tipo       | Publicación        |
| --------- | ----------------------- | ----------------- | ---------- | ------------------ |
|           | Nassao Views            |                   | Serie      | Kiss Comix         |
| 2000      | La salida de la clase   | Hernán Migoya     | Monografía | La Cúpula          |
| 2003      | Syr Pyle                | Jean-David Morvan | Serial     | Soleil             |
| 2003-2004 | Jolin le teigne         | Jean-David Morvan | Serial     | Glénat             |
| 2005      | Nassao Views            |                   | Monografía | La Cúpula          |
| 2007-     | Les trois mousquetaires | Jean-David Morvan | Serial     | Delcourt           |
| 2008      | Mesalina                |                   | Monografía | Editores de Tebeos |
| 2010      | Para el rastro          |                   | Monografía | Dibbuks            |
| 2012      | Entretelas              |                   | Monografía | La Cúpula          |